# Liopasia leucoperalis
Liopasia leucoperalis là một loài bướm đêm trong họ Crambidae.